# El'ad
El'ad (en hébreu : אלעד) est une ville d'Israël située dans le district centre.

## Histoire

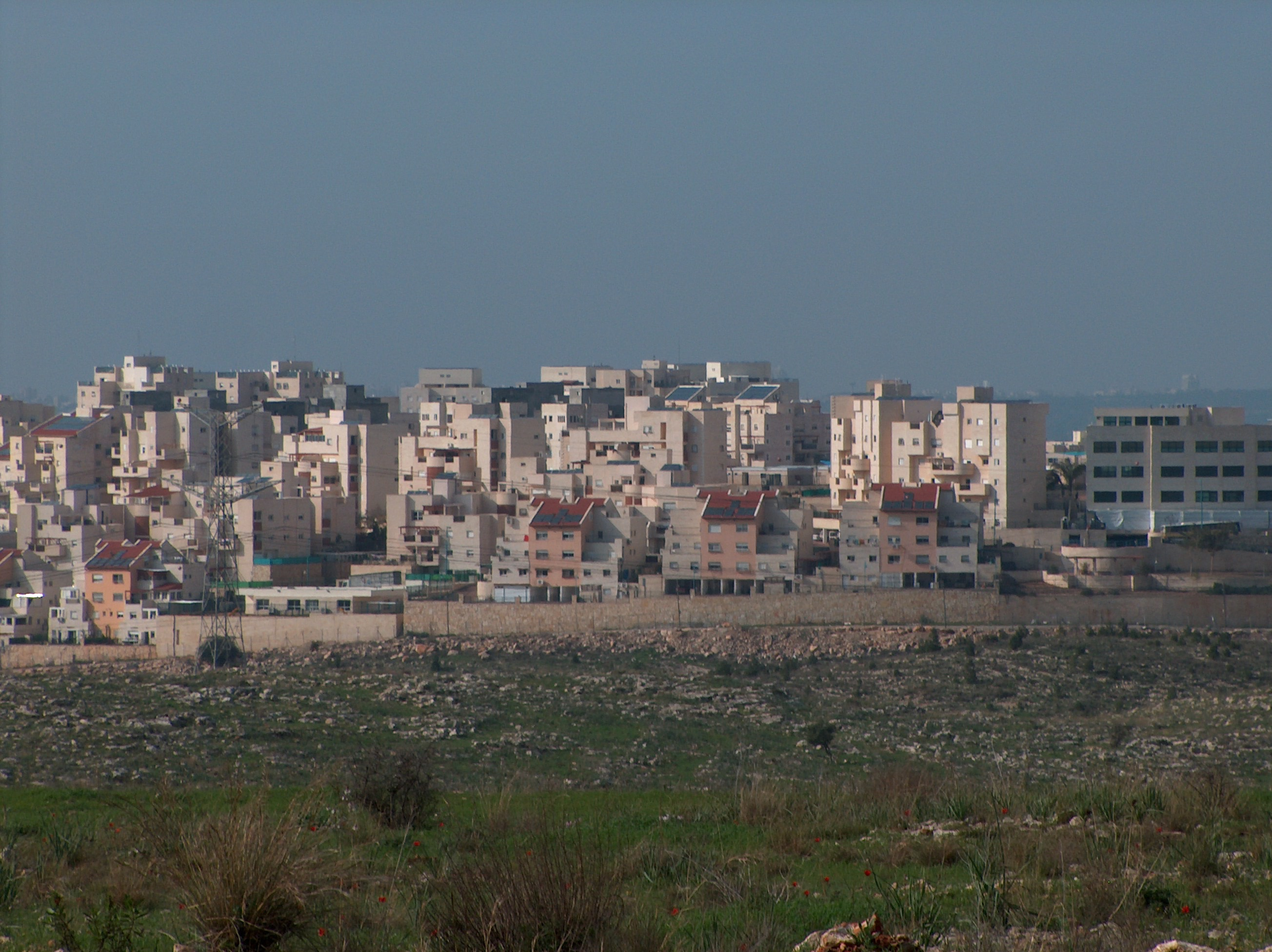
El'ad en 2006.

La construction de El'ad a commencé à la fin des années 1990, à la suite d'une décision du gouvernement de bâtir une série de localités le long de la ligne de séparation avec la Cisjordanie, quand le ministre du Logement était Ariel Sharon. Le but en était de fournir des logements immédiats pour 50 000 habitants. La ville a été construite en partant de zéro en tant que communauté organisée selon les organismes de planification urbaine. Bien que cette ville ait été conçue pour s'adapter à une population mixte de Juifs non religieux et religieux, El'ad a été prévue à l'origine pour répondre à une population mixte de Juifs orthodoxes modernes et religieux sionistes et juifs ultra-orthodoxes haredim, offrant une solution à la pénurie aigüe de logements abordables pour les familles ultra-orthodoxes. La majorité de la population est constituée de Juifs haredim. En conséquence, El'ad est construit d'une manière qui convient à leur style de vie religieuse avec un plus grand choix d'options de logement avec des appartements plus grands que la moyenne nationale, afin d'accueillir les familles religieuses qui ont souvent plus d'enfants que la moyenne nationale. Une autre caractéristique est l'accès facile et la courte distance de marche aux établissements d'enseignement locaux afin d'éviter des frais de transport scolaire.
En février 2008 le statut officiel El'ad est changé et devient une ville. 
En août 2003, des policiers chargés du maintien de l'ordre dans la ville en pleine expansion, décrit El'ad comme «un nid de frelons de la criminalité, débordant de violence domestique croissante, le vandalisme, la délinquance juvénile et les infractions routières". Les problèmes sont notamment les tensions ethnico-religieuses, souvent en éruption dans des bagarres de rue. En 2004, la négligence des enfants a été ajoutée à la liste. Dans le même temps, El'ad avec la ville à majorité arabe d'Umm al-Fahm sont parmi les villes israéliennes avec le plus faible taux de dépôts de plainte pour des crimes violents. En 2008, une école ultra-orthodoxe est ouverte pour les filles, l'origine d'une discrimination entre filles et garçons,,
Le grand rabbin ashkénaze de la ville est le rabbin Shlomo Zalman Grossman et le grand rabbin séfarade Mordechai est le rabbin Mordechai Malka. Les deux rabbins ont un désaccord au sujet de l'heure exacte de l'inauguration du shabbat, et pour fermer la porte de la ville avant que le jour du shabbat commence, ce qui conduit à des tensions au sein des communautés.
Le 5 mai 2022, lors de la fête de l'indépendance, la ville est le théâtre d'un attentat terroriste palestinien qui fait trois morts.

## Géographie
El'ad se situe à 20 kilomètres à l'est de Tel Aviv et de la mer, et à 64 kilomètres de Jérusalem. À l'est de la commune se situe la ligne de démarcation avec la Cisjordanie de 1949.

## Démographie
La population de El'ad s'élève à 49 200 habitants en 2020 contre 33 900 en 2008.
Lors des élections législatives de 2022, 85 % des habitants ont voté pour des partis ultraorthodoxes (50 % pour Shas et 35 % pour Judaïsme unifié de la Torah).